# Lettische Badmintonmeisterschaft 2003
Die Lettische Badmintonmeisterschaft 2003 fand in Sigulda statt. Es war die 40. Auflage der nationalen Titelkämpfe von Lettland im Badminton.

## Titelträger
| Disziplin    | Sieger                              |
| ------------ | ----------------------------------- |
| Herreneinzel | Eduards Loze                        |
| Dameneinzel  | Kristīne Šefere                     |
| Herrendoppel | Kārlis Vidass Guntis Lavrinovičs    |
| Damendoppel  | Kristīne Šefere Margarita Miķelsone |
| Mixed        | Raimonds Cipe Kristīne Šefere       |